# Nobitz
Nobitz – miejscowość i gmina w Niemczech, w kraju związkowym Turyngia, w powiecie Altenburger Land.
31 grudnia 2012 do gminy przyłączono gminę Saara, która stała się jej częścią.
6 lipca 2018 do gminy przyłączono gminy: Frohnsdorf, Jückelberg oraz Ziegelheim, które stały się jej częściami. Od tego samego dnia gmina pełni funkcję „gminy realizującej” (niem. erfüllende Gemeinde) dla dwóch gmin wiejskich: Göpfersdorf oraz Langenleuba-Niederhain.